# Ovidiu Alexandru Băjenaru
Ovidiu Alexandru Băjenaru (n. 12 februarie 1957, București, România – d. 3 septembrie 2020, București, România) a fost un medic neurolog, membru corespondent al Academiei Române din 2016.
În noiembrie 2019 a fost decorat cu Ordinul Național „Serviciul Credincios” în grad de cavaler de președintele Klaus Iohannis.